# Вишнёвка (Боровской сельсовет)
Вишнёвка (бел. Вішнёўка) — деревня в составе Боровского сельсовета Дзержинского района Минской области Беларуси. Находится в 8 километрах от Дзержинска, 30 километрах от Минска, 13 километрах от железнодорожной станции Койданово и в 1,5 километрах от пассажирской платформы Клыповщина.

## Название
Название Вишнёвка и производные от него Виша, Вишня, Вишенка, Вишнёво, Вишневец, Вишнёвая, Вишня, Вишов происходит от исходного слова вишня (типичное для белорусской деревни дерево). Многие из этих названий появились после 1964 года, связи с переименованием.

## История
Основана в конце XIX века в Самохваловичской волости Минского уезда. Изначально в деревне Вишнёвке проживало 17 жителей и насчитывалось 2 двора.
В 1876 году принадлежала П.Ф. Ленантовскому с 794-я десятинами земли, действовала корчма. С 9 марта 1918 года в составе провозглашённой Белорусской Народной Республики, однако фактически находилась под контролем германской военной администрации. С 1 января 1919 года в составе Советской Социалистической Республики Белоруссия, а с 27 февраля того же года в составе Литовско-Белорусской ССР, летом 1919 года деревня была занята польскими войсками, после подписания рижского мира — в составе Белорусской ССР. С 20 августа 1924 года, Вишнёвка — посёлок в Боровском сельсовете (с 23 марта 1932 года по 14 мая 1936 года — Боровском польском национальном сельсовете) Койдановского района Минского округа Белорусской ССР. С 29 июня 1932 года — Дзержинского района, в период с 31 июля 1937 года по 4 февраля 1939 года — в Минском районе. В 1926 году — 22 жителя, 114 жителей. Во время коллективизации организован колхоз.
С 28 июня 1941 года по 7 июля 1944 года, Виншёвка находилась под немецко-фашистской оккупацией. На фронте погибли 6 жителей. В 1960 году проживало 125 жителей. Вишнёвка входила в колхоз имени Кирова (центр — д. Старая Рудица). В 1991 году в Вишнёвке 55 жителей и 24 двора, в 2009 году в составе СПК «Рудица».

## Население
| Численность населения (по годам) | Численность населения (по годам) | Численность населения (по годам) | Численность населения (по годам) | Численность населения (по годам) | Численность населения (по годам) | Численность населения (по годам) | Численность населения (по годам) |
| 1926                             | 1960                             | 1991                             | 1999                             | 2004                             | 2010                             | 2017                             | 2018                             |
| -------------------------------- | -------------------------------- | -------------------------------- | -------------------------------- | -------------------------------- | -------------------------------- | -------------------------------- | -------------------------------- |
| 114                              | ↗125                             | ↘51                              | ↘35                              | ↘29                              | ↘21                              | ↗40                              | ↘39                              |
| 2020                             | 2021                             | 2022                             |                                  |                                  |                                  |                                  |                                  |
| ↗43                              | ↘41                              | ↗42                              |                                  |                                  |                                  |                                  |                                  |

## Улицы
- Вишнёвая улица (бел. Вішнёвая вуліца);
- Вишнёвый переулок (бел. Вішнёвы завулак);
- Луговая улица (бел. Лугавая вуліца);
- Луговой переулок (бел. Лугавы завулак)